# Diversidad sexual en Nepal
La diversidad sexual en Nepal es una realidad con una de las situaciones legales más progresistas en Asia. La Constitución nepalesa reconoce los derechos LGBT como derechos fundamentales. Las leyes LGBT en Nepal actualmente son unas de las leyes más tolerantes en el mundo e incluyen una buena cantidad de derechos adicionales para los nepaleses LGBT.
El gobierno nepalés, después de la monarquía que acabó en 2007, legalizó la homosexualidad en todo el país en el 2007 junto con la introducción de un conjunto de leyes nuevas. Estas leyes nuevas incluyen explícitamente protecciones en cuanto a la orientación sexual. La nueva Constitución nepalesa, aprobada por la Asamblea del Elector el 16 de septiembre de 2015, incluye varias provisiones sobre los derechos LGBT. Algunas son:
- El derecho de mostrar el género con el que se identifican en su tarjeta de identificación
- El gobierno está prohibido de ejercer cualquier práctica discriminatoria, incluyendo la de sexo u orientación sexual
- Todos los habitantes quedan prohibidos de ejercer cualquier práctica discriminatoria, incluyendo la de sexo u orientación sexual
- Eligibilidad para protecciones especiales que pueden ser proporcionadas por ley
- Sustitución de términos binarios como "hombre," "mujer," "hijo", e "hija" por términos de género neutro.
- El derecho de que las minorías sexuales y de género puedan acceder a procesos estatales y servicios públicos

Basados en una ley dada por el Tribunal Supremo de Nepal a fines del 2007, el gobierno también estaba contemplando legalizar el matrimonio entre personas del mismo sexo. Según varias fuentes, se esperaba que la nueva Constitución incluyera esta legislación. Sin embargo, a pesar de que la Constitución explícitamente dice que las comunidades "marginalizadas" deben ser concedidas derechos igualitarios bajo ley y que las personas LGBT en Nepal son particularmente parte de ese grupo marginalizado, no aborda explícitamente el tema de la legalización del matrimonio igualitario.

## Legalización de las relaciones homosexuales
Antes de la transición del Reino de Nepal a la República Democrática Federal de Nepal, las relaciones homosexuales privadas de mutuo consentimiento entre adultos eran un delito. Entre otras prohibiciones, el travestismo era también ilegal bajo varias leyes que defendían la moralidad pública. El Reino de Nepal reconocía al Hinduismo como su religión oficial; sin embargo, el nuevo gobierno se mantiene secular. A pesar de que el hinduismo no tiene una postura explícita en contra de la homosexualidad, este cambio reciente de distanciar la religión del estado puede haber permitido que las leyes progresistas en favor de la comunidad LGBTI sean aprobadas a través del poder judicial nepalés.
Nepal establece como edad mínima de consentimiento los 16 años, independientemente del género y la orientación sexual de la persona.

## Reconocimiento de uniones del mismo sexo

### Sunil Babu Pant y otros contra el gobierno de Nepal
Uno de los primeros casos que determinó el cambio en la legislación a favor de los derechos LGBTI en Nepal fue el caso del Tribunal Supremo, Sunil Babu Pant y otros contra el Gobierno de Nepal en el 2007. Los grupos a favor de los derechos LGBT, después de su participación en manifestaciones que derrocaron la monarquía, se sintieron ignorados en gran parte por su gobierno actual, y acudieron al poder judicial para poder obtener sus derechos de una forma más eficaz. En abril del 2007, una coalición de las organizaciones que representan a nepaleses LGBTI presentó una petición bajo el Artículo 107 (2) de la Constitución Interina de Nepal.
La petición, presentada por la Sociedad de Diamante Azul, MITINI Nepal, Cruse del Sida de Nepal y Parichaya en Nepal, decía que había "incompatibilidad entre las estructuras y normal sociales prevalentes y las provisiones adoptadas por el estado en cuanto al interés de la mayoría de personas" en la nación. La petición pedía a la República Democrática Federal de Nepal que reconozca oficialmente a las "personas  transgénero bajo un tercer género, prohíba cualquier tipo de leyes discriminatorias de género, orientación sexual e identidad sexual, y que invierta en presupuestos para cubrir las reparaciones que se deben a las víctimas de discriminación y violencia estatal".
El 21 de diciembre de 2007, el Tribunal Supremo decidió que el nuevo gobierno democrático debía crear leyes para proteger los derechos LGBTI y cambiar las leyes existentes que promueven la discriminación. Basado en los Principios de Yogyakarta y los Procedimientos Especiales del Consejo de Derechos Humanos de las Naciones Unidas, el tribunal concluyó que la orientación sexual debe ser definida a través de la  autoidentificación y como un proceso natural, en vez de ser considerado el resultado de un "desorden mental, emocional o psicológico". A pesar de que no se legalizó el matrimonio del mismo sexo explícitamente, el fallo instruyó al gobierno a formar un comité que se encargue de investigar cómo "despenalizar y deshacerse del estigma contra el matrimonio de sexo mismo".
En 2010 se estaba redactando una ley a favor del matrimonio igualitario, y supuestamente se iba a presentar en 2010. El matrimonio igualitario y ciertas protecciones para las minorías sexuales se debieron haber establecido cuando se estaba redactando la nueva constitución nepalesa. Sin embargo, las negociaciones en cuanto a la nueva Constitución fracasaron, y el Primer ministro disolvió la Asamblea del Elector el 28 de mayo de 2012 en preparación de las nuevas elecciones.

A pesar de lo mencionado, en 2012, el tribunal Supremo de Nepal reconoció un concubinato entre una pareja de lesbianas en el caso «Rajani Shahi contra la Comisión Nacional de las Mujeres». El Tribunal dejó que Rajani Shahi viva con su pareja Prem Kumari Nepali, como ella deseaba, en vez de vivir con su marido. El veredicto declaró: 
"Cualquier individuo puede decidir cómo vivir, ya sea separado o en una relación con homosexuales o heterosexuales - así se formalice el matrimonio o no. A pesar de que en las leyes actuales y tradicionalmente el 'matrimonio' se define como un vínculo legal entre heterosexuales (hombre y mujer), las provisiones legales en cuanto a las relaciones homosexuales son o bien inadecuadas o mudas [sic] por ahora."

## Identidad y expressión de género

Bandera LGBT del mapa de Nepal

El Tribunal Supremo ha dictado que la categoría "otro" o anya, representando el "tercer género," debe ser añadida a todos los documentos oficiales y los nepaleses que se identifican como tal deben ser provistos de documentos gubernamentales que reflejen su elección. El Gobierno ha empezado, de forma continua, a emitir certificados de ciudadanía con la opción "otro/a" a personas trangénero. Tener documentación oficial que refleje el género con el que las personas se identifican y se presentan permite que las personas del "tercer género" abran cuentas de banco, compren y sean dueñas de propiedades, y se matriculen en la universidad. En 2008, Bishnu Adhikari se convirtió en el primer ciudadano nepalés que se registrara oficialmente como persona del "tercer género." Badri Pun fue la segunda. Otro logro legal es que en Nepal se permite que les ciudadanos se registren para votar como personas del tercer género.
Uno de los hitos más importantes de los derechos progresistas LGBT es que la Agencia Central de Estadísticas reconoció oficialmente la opción de identificarse con el "tercer género" en el censo conducido en el 2011 en Nepal. Fue el primer censo nacional en el mundo que agregó otra categoría aparte de mujer u hombre. Eso permitió que el gobierno tenga estadísticas en cuanto al monto de personas que se identifican con el tercer género en Nepal. El censo también proporciona pasaportes, registros para la tarjeta SIM Ncell, entre otros. Monica Shahi fue la primera persona que obtuvo un pasaporte con la categoría de género "otro/a." En 2015, Bhumika Shrestha fue la primera mujer transgénero que viajó al extranjero con un pasaporte que la identificaba con la categoría de género "otro/a". 

### Reconocimiento del tercer género
El Gobierno nepalés, después de que se derrocó la monarquía, legalizó el travestismo y permitió escoger una tercera opción de género en los documentos desde el 2007. El travestismo era antes ilegal bajo varias leyes que protegían la moralidad pública.

En el 2007, el Tribunal Supremo estableció legalmente una categoría de género llamada "tercer género". El "tercer género" en Nepal estuvo descrito como hombres biológicos que se identifican con identidad de género femenino o mujeres biológicas que se identifican con características masculinos. Sin embargo, el término "tercer género" está definido contextualmente por las costumbres y la cultura de cada país. El Tribunal Supremo nepalés declaró que los parámetros para identificarse como "tercer género" están basados en la autoidentificación. El tribunal oficialmente declaró que:
"Tiene que haber un declaración para dar derechos humanos fundamentales en todos los aspectos a todas las minorías sexuales y de género - ciudadanas lesbianas, gays, bisexuales, transgénero, e intersexuales" así como "deben crearse provisiones legales que proporcionen a las personas transgénero o del tercer género la opción de elegir identificarse con su verdadero género, dejando que las mujeres del tercer género, los hombres del tercer género y los intersexuales sean reconocidos con la autoidentificación de la persona en cuestión."
El fallo del Tribunal Supremo para implementar un "tercer género" puede haber provenido del reconocimiento continuo y contemporáneo de las personas de género diferente conocidos como metis, así como de las tradiciones religiosas que reverencian a los personajes de género no conforme. En una perspectiva global, la decisión del Tribunal Supremo de Nepal difiere de sus países vecinos como India, que tomó decisiones recientemente en cuanto a revivir una ley antisodomita que criminaliza el sexo homosexual. A pesar de esto, en otros territorios o países asiáticos como Hong Kong, Malasia y Pakistán, ha habido una tendencia progresista de favorecer los derechos LGBT en decisiones judiciales.

#### Índice de alfabetización de las personas del tercer género
Los índices de alfabetización de las personas del tercer género en Nepal todavía son muy bajos. En 2014, la Sociedad del Diamante Azul implementó reglas en el sector educativo que podrían proporcionar tranquilidad y cordialidad hacia las personas del tercer género.
Las personas del tercer género enfrontan violencia de género extrema, y esto limita enormemente su capacidad de ir al colegio o recibir una educación apropiada. Además, la religión restringe las oportunidades de que las personas del tercer género se eduquen.

## Provisiones de la Constitución del 2015
En septiembre del 2015, varios artículos que mencionan los derechos LGBTI en la nueva constitución fueron aprobados por el Parlamento después de largas deliberaciones. Estos incluyen, pero no se limitan a:
- El artículo 12 de la nueva constitución establece que las personas tienen el derecho de tener una cédula de identidad que refleje el género con el que se identifican.
- El artículo 18 abarca los derechos a la igualdad, y establece que el estado no "discriminará a ningún ciudadano por motivos de origen, religión, raza, casta, tribu, género, idioma o ideología, o por cualquier otro motivo."
- El artículo 18 también categoriza a las personas LGBTI como uno de los grupos desfavorecidos reconocidos por la Constitución.

Los nueva Constitución establece que: ‘No hay nada que pueda impedir que se creen provisiones especiales bajo ley para la protección, el empoderamiento o el progreso de los intereses de las mujeres desfavorecidas cultural y socialmente, Dalits, pueblos indígenas, tribus, Madhesi, Tharu, musulmanes, minorías étnicas, otras clases atrasadas, minorías, personas marginadas, campesinos, trabajadores, jóvenes, niños, adultos mayores, minorías sexuales y de género, minusválidos, personas embarazadas, discapacitados o personas indefensas, personas de regiones desfavorecidas y ciudadanos económicamente desfavorecidos.'
- El artículo 18 también reemplazó los términos binarios de lenguaje que se usaron en la Constitución anterior como "hombre y mujer" e "hijo o hija" por terminología de género neutro.
- El artículo 42 de la nueva Constitución adhiere a "las minorías sexuales y de género" a la lista de grupos que tienen el derecho de participar en los mecanismos estatales y los servicios públicos bajo el "principio de inclusión".[25]

La Constitución entró en vigor el 20 de septiembre del 2015.

## Condiciones de vida

### Sociedad
A pesar de que el paisaje político nepalés ha cambiado rápidamente en la última década, una gran parte de la legislación progresista no ha sido implementada aún en un nivel comunitario. Los roles de género tradicionalmente nepaleses están arraigados en ideales sociales rígidos que se basan en el sexo biológico y que excluyen a cualquier persona que no acate esas ideas.  Estas normas pueden estigmatizar a cualquier nepalés LGBT que decida operar fuera de los roles tradicionales de género, pero afectan mucho más a las mujeres nepalesas LGBT, más que a los hombres, pues se espera que ellas acaten las expectativas sociales de casarse con alguien del género opuesto.
Aun así, las organizaciones de derechos humanos como la Sociedad del Diamante Azul, establecida en 2001, busca representar a las personas LGBT en Nepal políticamente y busca proporcionar asistencia en el campo de salud sexual en la comunidad. Hay también un centro ambulatorio que provee exámenes gratis de VIH en Katmandú, y más de 50 sedes diferentes de la organización en todo el país. Hay también otras organizaciones como Mitini Nepal, Saino Nepal, Sáhara Samaj, Ekata Nepal, Naulo Srijana Nepal y Paribartan Nepal para proporcionar recursos a los nepaleses LGBT. Los medios de comunicación y el público se han también vuelto más comprensivos en cuanto a los derechos LGBT desde que atrocidades cometidas en contra de los miembros de la Sociedad del Diamante Azul se volvieron públicas y después de que empezaron el programa radial Pahichan, un programa que habla sobre los derechos de las minorías sexuales y de género. La autonomía individual puede también permitir que las normas sociales nepaleses estén al nivel de las leyes progresistas del país.
El 29 de junio de 2019 se realizó en Katmandú la primera marcha del orgullo LGBT en Nepal.

#### Violencia
La violencia de género en contra de las personas transgénero es un problema grave en Nepal pues ellos usualmente son susceptibles a la violencia pública y doméstica que incluyen discriminación, abuso en el trabajo y en el hogar, y en todos lados. Los motivos que causan la violencia de género son atribuidos en gran parte a los tabúes sociales, supersticiones y creencias profundamente arraigadas que promueven comportamientos derogatorios hacia las minorías sexuales y de género. Así mismo, resultados que provienen del monitoreo que el INSEC está haciendo sobre la situación indican que someter a las mujeres a la violencia doméstica era considerada una práctica tradicional profundamente arraigada. La violencia proviene también de organismos de seguridad como la fuerza policial, pues muchas personas LGBT reportan golpizas graves, cacheos y detenciones indebidas.
Los resultados de encuestas también muestran que 20-23% de las mujeres en Nepal consideran que la violencia doméstica es aceptable a pesar de los esfuerzos de varias organizaciones no gubernamentales de derechos humanos y derechos LGBT y agencias de ayuda internacional para promover la eliminación de la violencia a través de la implementación de medidas más eficaces. Muchas quejas de parte de los activistas de derechos transgénero están dirigidas hacia la indiferencia de parte de las agencias estatales de seguridad en las que disputas de este tipo son resueltas sin presentar algún cargo en contra de los responsables del crimen.
Del mismo modo, la violencia de género hacia las personas del tercer género tiene su raíz en ese problema. Se llevan continuamente a cabo prácticas tradicionales nocivas que son consideradas mortales para las personas del tercer género.

### Educación
Actualmente, el Programa de Desarrollo de las Naciones Unidas recomienda que Nepal incorpore estos ideales al sistema de educación para asegurar educación de calidad inclusiva e igualitaria:
- Requiere que todas las escuelas y otros proveedores de educación adopten pólizas en contra del acoso estudiantil para proteger al alumnado LGBTI y que garanticen que los profesores reciban capacitaciones en cómo responder al acoso homofóbico y transfóbico.
- Que integren educación en la orientación sexual, la identidad de género, la expresión de género y el estado intersexual en la currícula escolar de manera apropiada para cada edad.
- Que proporcionen educación sexual que aborde tabúes sexuales en cuanto a la sexualidad adolescente, orientación sexual, identidad de género y expresión de género, y que dé a los adolescentes acceso a información veraz sobre la homosexualidad, identidades de género y variaciones de sexo.
- Que reconozcan el derecho de los estudiantes a tener la libertad de expresar su género en el entorno escolar. El alumnado debe ser permitido de usar uniformes y mantener un aspecto que corresponda al género con el que se identifican.
- Que den a todos los estudiantes, incluyendo al alumnado transgénero e intersexual, acceso a baños y lavabos seguros.
- Que creen normas y prácticas que apoyen al alumnado transgénero que está transicionando en su etapa escolar, incluyendo que se aseguren que tengan derechos a la intimidad, dignidad y respeto, y permitiéndoles que puedan cambiar su nombre y sexo o detalles de género en sus registros escolares.
- Que proporcionen recursos educativos para padres de niños LGBTI.

La Junta de Educación de Nepal ha implementado los temas de homosexualidad en el plan de estudios del sexto al noveno grado. Esto ha hecho que Nepal sea el segundo país asiático, después de Mongolia que implementa esto. A pesar de esto, muchos niños LGBT afrontan discriminación extrema y no tienen la opción de completar su educación debido a "las amenazas, el acoso y la negligencia de sus profesores y de sus compañeros de clase."
Los nepaleses transgénero o del tercer género que afrontan violencia de género extrema provienen particularmente de áreas rurales. En 2014, la Sociedad del Diamante Azul pidió la implementación de estas reglas que protegen a los estudiantes LGBTI para que exista cordialidad hacia ellos. Aun así, la implementación estas recomendaciones parece incierta.

### Política
Ha habido un crecimiento en la participación de políticos que se han declarado abiertamente LGBTI en la arena política como Sunil Babu Pant, el primer diputado que se declaró abiertamente gay en Asia. Su periodo de servicio fue de 2008 a 2012. Pant fue también uno de los 27 expertos en la reunión que consolidó los Principios de Yogyakarta.
Aun así, el Partido Comunista de Nepal (Maoísta) hizo varias declaraciones homofóbicas durante la Guerra Civil. Hasta 2007, los miembros del partido describieron a la homosexualidad como "una producción de capitalismo" que "no existe bajo el socialismo", y describieron a las personas LGBT como "contaminantes sociales" Desde 2008, con el fin de la Guerra Civil y el comienzo de una democracia multipartidista,  el partido Maoísta se ha declarado defensor de los derechos LGBT.

### Salud
La epidemia deL VIH/SIDA afecta a los nepaleses LGBT en todo el país. Los hombres que tienen sexo homosexual representan el 21.6% de la población afectada (1/5 de todos los casos). Las parejas lesbianas tienen negado el acceso a la fecundación in vitro (FIV). En todo el país hay una gran falta de acceso a la atención médica integral, así como también hay una gran falta de investigación científica en cuanto a las necesidades mentales, físicas y reproductivas de los nepaleses LGBT.

### Turismo
La Comisión de Turismo del Nepal tiene planes de promover a Nepal como un destino turístico que da la bienvenida a la comunidad LGBT. En febrero del 2010, hubo una conferencia de Turismo LGBT. Ahí, se dio capacitación en sensibilidad hacia las personas LGBT en locales hoteleros y de servicio de comida.

## Resumen de datos
| Actividad sexual homosexual legal                                                                                    | (Desde el 2007) |
| Edad de consentimiento igualitaria                                                                                   | (Desde el 2007) |
| Leyes contra la discriminación laboral                                                                               | (Desde 2015)    |
| Leyes contra la discriminación en la provisión de bienes y servicios                                                 | (Desde 2015)    |
| Leyes contra la discriminación en todas las demás áreas (incluye la discriminación indirecta, y el discurso de odio) | (Desde 2015)    |
| Matrimonio legal |                 |
| Adopción de hijastros por parejas homosexuales                                                                       |                 |
| Adopción de hijos por parejas homosexuales                                                                           |                 |
| Derecho de ejercer el servicio militar siendo LGBT                                                                   | (Desde el 2007) |
| Derecho de cambiarse el género legalmente                                                                            | (Desde el 2007) |
| Opción de identificarse como tercer género                                                                           | (Desde 2011)    |
| Acceso a la FIV para parejas lesbianas                                                                               |                 |
| Acceso al alquiler de vientres para parejas de hombres homosexuales                                                  |                 |
| HSH permitidos de donar sangre                                                                                       |                 |